# Santa Rita (Cuba)
Santa Rita es una localidad cubana de la provincia de Granma.

## Geografía
El lugar está ubicado al sureste de Bayamo y al oeste de Jiguaní.

## Historia
En 1832 el caserío estaba compuesto por 19 edificios, con una población de 43 habitantes «blancos», 69 «libres de color» y 23 esclavos. Aparece descrito en el cuarto tomo del Diccionario geográfico, estadístico, histórico, de la isla de Cuba de Jacobo de la Pezuela de la siguiente manera:

Santa Rita. (caserio de) Cabeza del Part.º del mismo nombre desde que dejó de pertenecer al antiguo Part.º de la Concepcion. Hállase á orillas del camino Real del Centro de la Isla, entre el cauce del Cautillo y el de la cañada del Yarayal. Hay en este pequeño caserío, situado en terreno llano y lodoso, una plaza cuadrada en la cual se agrupan los mas de los ediicios, hallándose los restantes en una calle recta que forma el mismo camino. Conocíase en 1800 con el nombre de Copei, y en aquel año se fundó la primera casa. En 1805, con motivo de la creacion de una ermita bajo la advocacion de Santa Rita, se dijo la primera misa, y cinco años despues se fabricó el templo de teja. En 1821, habiéndolo visitado el Ilmo. arzobispo Ozés, lo ensanchó con las dimensiones que hoy tiene, 16 varas de largo y 12 de ancho por 7 de altura, teniendo una nave principal y dos laterales, sacristía de embarrado y teja, y un campanario rústico frente á la plaza. En el dia esta iglesia es parroquia de ingreso, y como tal disfruta de una asignacion de 400 ps. fs. anuales para gastos de entretenimiento y fábrica. Está servida por un párroco y un sacristan mayor, al primero de los cuales en 1859 le completó la Real Hacienda su haber con 619 ps. fs. 68 cs. El segundo disfruta de 350 anuales. Los vecinos costean una fiesta el 22 de mayo, siendo la ermita lugar de reunion para los habitantes de Jiguaní. Reside en esta poblacion el capitan pedáneo del Part.º Hay una escuela gratuita de primeras letras para varones, costeada por los fondos municipales. El vecindario se provee de las aguas del Cautillo, cuya orilla está á una legua por el camino. En 1832 se componia el caserío de 19 edificios con 43 habitantes blancos, 69 libres de color y 23 esclavos, con 2 tiendas mistas que comerciaban principalmente con tabaco, del cual tenian taller. Está este caserío á 1 3/4 de legua casi al O. de Jiguaní y al S. E. de Bayamo. Part.º de la Concepcion. J. de Jiguaní.
(Pezuela, 1866, p. 530)